# Elchingen
Elchingen är en kommun i Landkreis Neu-Ulm i Regierungsbezirk Schwaben i förbundslandet Bayern i Tyskland.  Folkmängden uppgår till cirka 10 000 invånare, på en yta av 25 kvadratkilometer. Kommunen bildades 1 maj 1978 genom en sammanslagning av kommunerna Thalfingen, Oberelchingen och Unterelchingen.
Elchingen är en nordostlig förort till staden Ulm som ligger i förbundslandet Baden-Württemberg. Den 14 oktober 1805 besegrade en fransk militärkår under ledning av marskalk Michel Ney där en österrikisk häravdelning, som sökte norrut bryta sig ut ur det av fransmännen inneslutna Ulm. Ney fick därför titeln hertig av Elchingen.
Vid Elchingen ligger motorvägskorsningen Elchinger Kreuz där vissa arkeologiska fynd från urnefältskulturen gjorts.